# ティーアイビーシー
株式会社ティーアイビーシー（英: TIBC Co. Ltd.、TIBC） は、かつて存在した半導体パッケージメーカー。本社は愛知県大府市にある豊田自動織機共和工場の中に所在していた。

## 概要
1998年10月28日に豊田自動織機とイビデンの合弁会社として設立。パソコンや携帯電話などのデジタル機器に使用される半導体パッケージの開発・製造を行っていた。
しかし、パソコン需要の落ち込みなどで単独での事業継続が困難となり、イビデンの生産体制の再編を目的に2013年1月をもって解散した。解散前に豊田自動織機の所有する株をイビデンに譲渡し、一時的にイビデンの子会社となった。解散後は従業員の多くはイビデンに移っている。

## 沿革
- 1998年10月28日 - 豊田自動織機とイビデンの合弁会社として設立。
- 1999年4月 - 豊田自動織機よりICカード用パッケージ事業を譲受。BGAパッケージ生産開始。
- 2000年1月 - CSPパッケージ生産開始。ISO14001認証取得。
- 2001年2月 - ISO9002認証取得。
- 2001年4月 - QS-9000認証取得。
- 2002年8月 - スタックCSPパッケージ生産開始。
- 2003年5月 - コンビネーションカード用パッケージ生産開始。
- 2006年11月 - 共和工場でISO9001認証取得。
- 2007年3月 - 安城工場操業開始。
- 2008年 - ICカード用パッケージ事業をイビデンに譲受。
- 2013年1月 - 解散。

## 会社設立の経緯
- 元々、豊田自動織機とイビデンは結びつきが深い（イビデンの社外取締役は豊田自動織機の役員が多い）。豊田自動織機としては、次の事業としてIC関連の道を模索していた。一方のイビデンはIC関連事業の急速な拡大に対し、生産効率の向上及び設備の拡大による工場不足に悩んでいた。
- 豊田自動織機とイビデンの両者の思惑は一致し、1997年に豊田自動織機の従業員がイビデンに出向し、ICカード用パッケージなどの半導体プラスチックパッケージの技術を習得。1998年より、出向した豊田自動織機の従業員、およびイビデンの出向者を中心となって株式会社ティーアイビーシーを設立した。

## 工場
- 共和工場　（豊田自動織機共和工場内）
- 安城工場　（豊田自動織機安城工場内）

福利厚生等は全て豊田自動織機と同じものを使用している。